# Fredrik Pacius

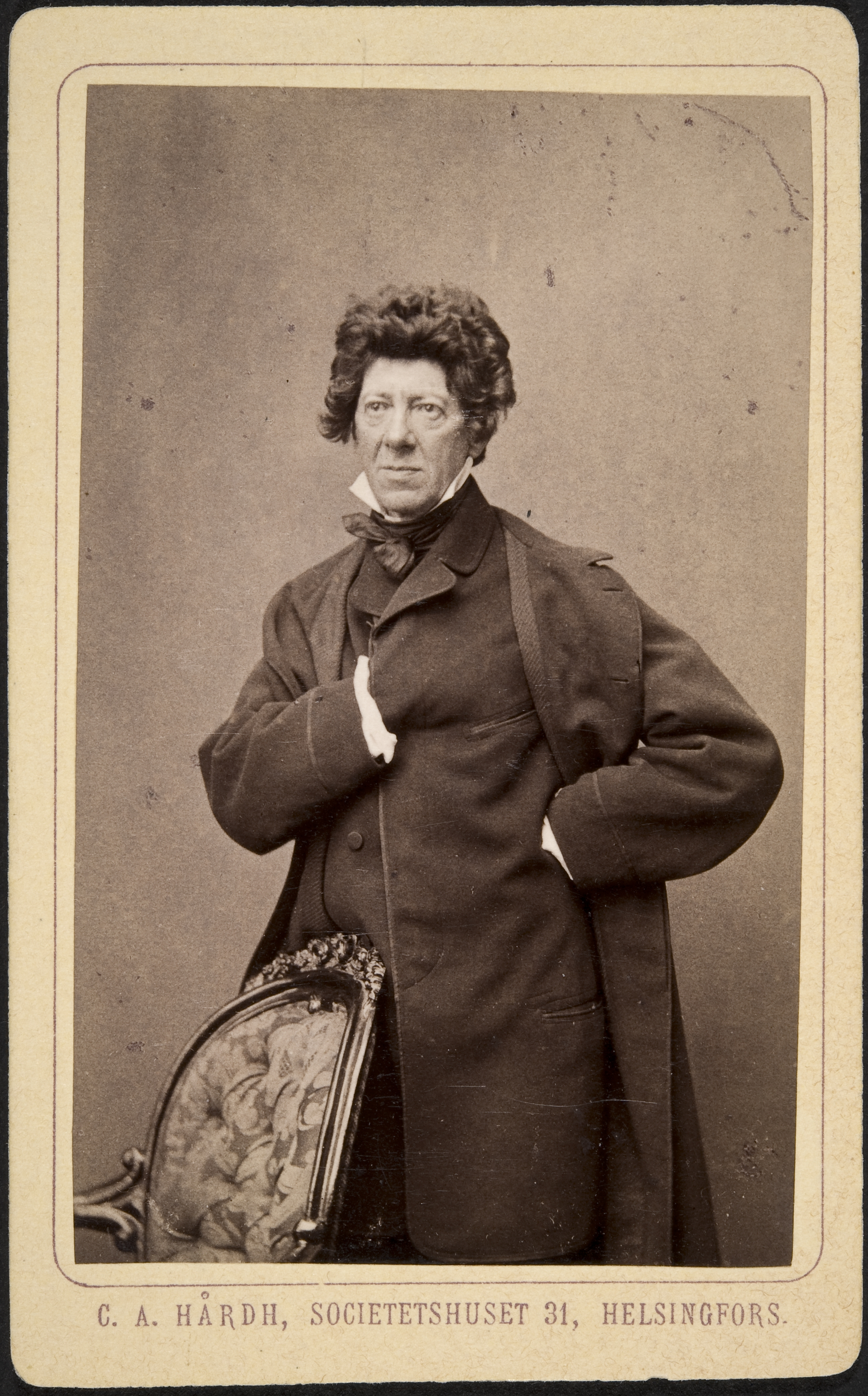
Fredrik Pacius, um 1848

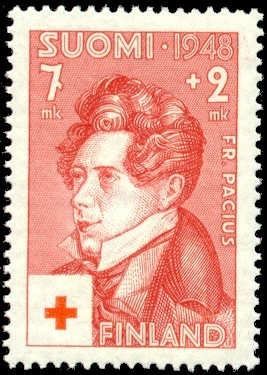
Finnische Briefmarke von 1948

Fredrik Pacius (schwedisch, [ˌfreːdrɪkˈpɑːsiʉs]), eigentlich deutsch Friedrich Pacius (* 19. März 1809 in Hamburg; † 8. Januar 1891 in Helsinki) war ein deutscher Komponist, der überwiegend in Finnland tätig war.

## Leben
Fredrik Pacius besuchte die Gelehrtenschule des Johanneums in Hamburg und absolvierte sein Musikstudium in Kassel (u. a. bei Louis Spohr und Moritz Hauptmann – zeitgleich mit dem späteren Violinvirtuosen Ferdinand David). Danach wirkte er als Violinist der Königlichen Hofkapelle in Stockholm.
1834 wurde er an die Kaiserliche Alexanders-Universität zu Finnland (heute Universität Helsinki) berufen, an der er bis 1867 als „Musiklektor“ (De-facto-Musikdirektor) wirkte. Er war maßgeblich am Aufbau des finnischen Musiklebens beteiligt, indem er als Dirigent sehr aktiv war sowie unter anderem ein Sinfonieorchester und 1838 mit dem finnlandschwedischen Akademen (eigentlich Akademiska Sångföreningen, schwedisch, deutsch Akademischer Gesangsverein) Finnlands ältesten, weiterhin aktiven Chor gründete.
1848 komponierte Pacius das Chorlied zu Vårt land (schwedisch, deutsch Unser Land) aus Johan Ludvig Runebergs Gedichtsammlung Fähnrich Stahl, das später zur finnischen Nationalhymne wurde, sowie als Mu isamaa zur estnischen und als Min izāmō zur livischen Nationalhymne.
1852 komponierte er die erste finnische Oper, und zwar auf das Libretto Kung Karls Jakt (schwedisch, deutsch König Karls Jagd) von Zacharias Topelius, dessen Handlung auf den Åland-Inseln spielt. Auch seiner zweiten Oper Prinsessan av Cypern (deutsch Die Prinzessin von Zypern) von 1860 liegt ein Libretto von Topelius in schwedischer Sprache zugrunde, während seine dritte Oper Die Loreley (1886) mit dem deutschen Text von Emanuel Geibel verfasst ist. Aufgrund seiner Verdienste um das finnische Musikleben wird Pacius oft als „Vater der finnischen Musik“ bezeichnet.
Fredrik Pacius, der v. a. im finnlandschwedischen kulturellen Kontext wirkte, verbrachte den größten Teil seines Lebens in Finnland, aber hat sich nie um die finnische Staatsbürgerschaft beworben. Er starb am 18. Januar 1891 in Helsingfors (finnisch Helsinki). Sein Grab befindet sich auf dem Friedhof Sandudd.

## Werke

### Orchesterwerke
- Symphonie d-Moll (1850)
- Ouvertüre Es-Dur (1826)
- Violinkonzert fis-Moll (1845)

### Vokalmusik
- König Karls Jagd, Oper (1852)
- Die Prinzessin von Zypern, musikalisches Märchen (1860)
- Die Loreley, Oper (1862–1887)
- Kantaten
- Chöre
- Lieder

### Kammermusik
- Streichquartett Es-Dur (1826)